# Canthocamptus varicus
Canthocamptus varicus is een eenoogkreeftjessoort uit de familie van de Canthocamptidae. De wetenschappelijke naam van de soort is voor het eerst geldig gepubliceerd in 1910 door Graeter.